# Oled

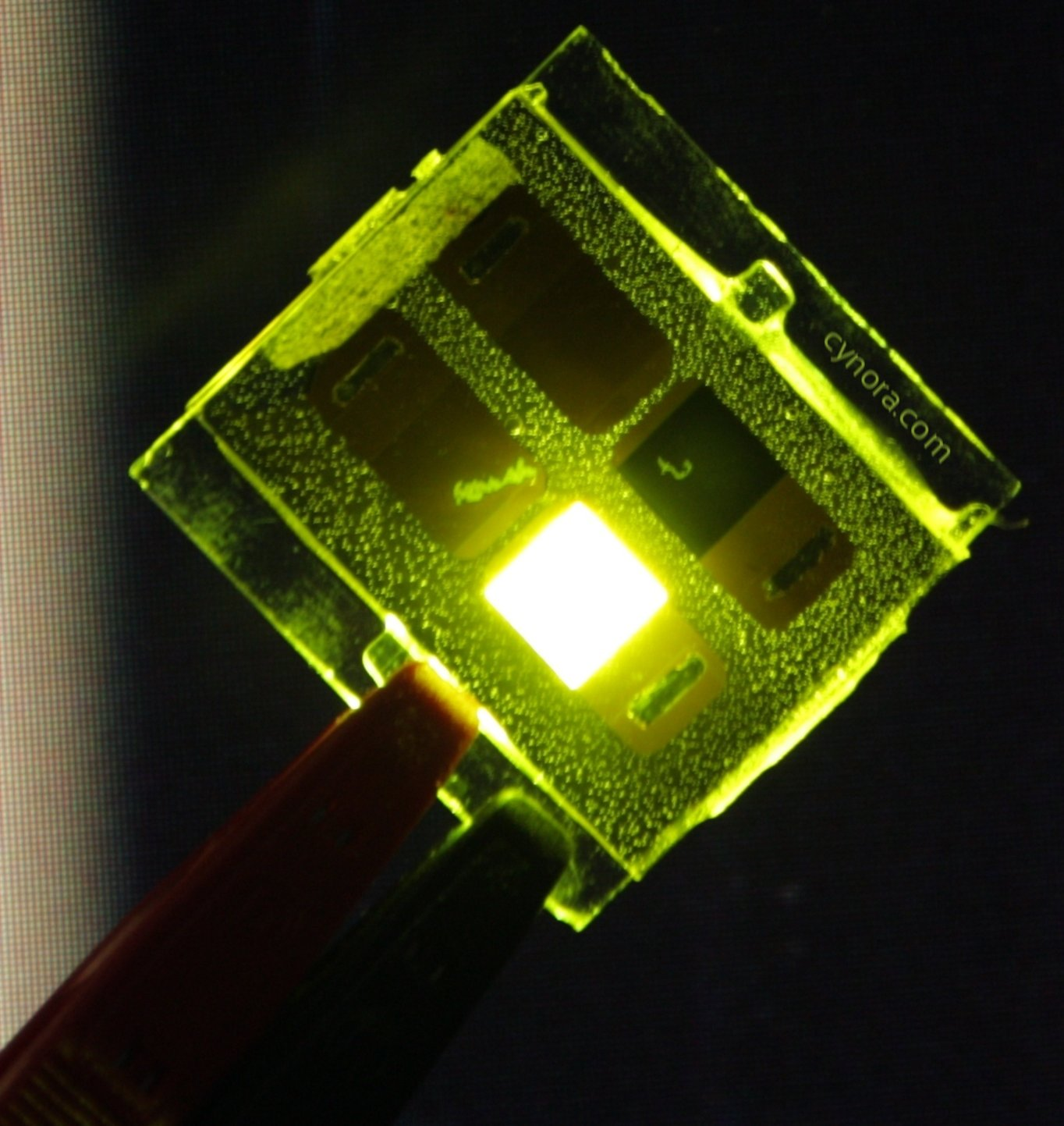
Een groenstralende oled

Een oled (Engels: organic light-emitting diode en Nederlands: organische licht-emitterende of lichtgevende diode), is een halfgeleiderlichtbron, net als anorganische leds en lasers. Terwijl een led een felle puntbron is, is een oled juist een grotevlakkenstraler. De emitterende laag van een oled bestaat uit een speciaal type polymeer of kleine moleculen, op basis van koolwaterstofverbindingen. Deze emitterende laag wordt tussen een anode en kathode geplaatst en afgesloten voor lucht en water. De laag licht op wanneer er een spanning over de kathode en anode wordt gelegd. Met oleds kunnen breedbandige witte lampen gemaakt worden, in tegenstelling tot zijn anorganische  tegenhanger.

## Oledtypen
Er bestaan twee typen oleds: polymeer- en kleinemolecuuloleds (small molecule oleds). Polymeeroleds bestaan uit lange polymeerketens waaraan verschillende kleuren chromoforen zijn gekoppeld. Polymeeroleds zijn oplosbaar en daardoor met natte methoden (spincoating, inkjets of zelfs (zeef)druktechnieken) toepasbaar. Het andere type bestaat uit kleine, speciaal ontwikkelde molecuulstructuren op basis van iridium of andere metalen. Deze materialen moeten onder vacuüm bij hoge temperaturen verdampt worden om oleds te kunnen maken. Polymeeroleds zijn moeilijk te maken, maar wel eenvoudig te gebruiken, terwijl kleinemolecuuloleds moeilijk te verwerken zijn, ook al zijn de bestanddelen eenvoudig om te maken.

## Oled als display
Oleds zijn het bekendst van kleine beeldschermen en displays en vormen daarmee een concurrent voor de traditionele lcd-schermen. Oleddisplays hebben het bijkomende voordeel zonder achtergrondverlichting (backlight) te kunnen, wat gunstig is voor het energieverbruik van met name draagbare apparaten. Doordat het oledmateriaal zelf licht uitzendt is ook de kijkhoek veel groter en kunnen de beeldschermen ook bij grote formaten zeer dun worden uitgevoerd. LG heeft  een oledscherm op de markt gebracht, waarvan de dikte van het scherm te vergelijken is met die van een €2-muntstuk. Ook Samsung heeft  een scherm getoond, dat slechts 1,8 mm dik was. In 2008 bracht Sony al een oledscherm van 28 cm (11 inch) dat zelfs maar 3 mm dik was. De resolutie van dit toestel is 1024x600 pixels, de contrastverhouding zelfs 1 000 000:1.

## Oled als efficiënte lichtbron
Oleds worden behalve als beeldscherm ook gebruikt als lichtbron. Momenteel is dit bij diverse bedrijven en universiteiten op diverse plaatsen in de wereld in ontwikkeling. Gezocht wordt naar diepblauwe of breedbandig-witte oledmaterialen die een lange levensduur hebben, een hoge efficiëntie hebben en dat met een lage prijs combineren. Het door de EU medegefinancierde project OLLA, alsook zijn opvolger OLED100.eu, zijn hier voorbeelden van. Toshiba ontwikkelde een draagbare oledlamp. Om te beginnen is deze lamp bedoeld voor het gebruik in gebieden die zijn getroffen door de aardbeving van maart 2011.

### Rendement vergeleken met de gloeilamp
Wereldwijd wordt 15% van de geproduceerde elektriciteit voor verlichting verbruikt.
Daar waar bedrijven meestal efficiënte verlichtingsvormen toepassen (zoals tl-buizen), worden in het huishouden vaak nog conventionele gloeilampen gebruikt. Van leds en oleds wordt verwacht dat zij een grote bijdrage aan energiebesparing kunnen leveren. Commercieel verkrijgbare witte leds hebben een rendement van circa 50 lm/W. Witte oleds hebben in de laboratoria thans een spaarlamprendement (ongeveer 50 lm/W). Daarmee is het rendement van de gloeilamp (circa 12 lm/W) en de halogeenlamp (circa 20 lm/W) met oledlichtbronnen al ruimschoots gepasseerd. Verwacht wordt dat verlichtingsoleds rond 2020 op de markt zullen verschijnen. Ongeveer 60% van de lichtopbrengst gaat verloren in de organische laag van de oled door terugkaatsing in het transparante omhulsel. Onderzoekers van de universiteit van Michigan zijn erin geslaagd het rendement te verhogen door gebruik te maken van een rasterlaag geëtst in siliciumdioxide, die in combinatie met uit polymeren vervaardigde microlenzen het gevangen licht uit de oled geleiden. De lichtopbrengst kan hierdoor worden verhoogd tot ongeveer 78 lumen per watt. Deze techniek wordt geïmplementeerd door het in New Jersey gevestigde bedrijf Universal Display. Zij verwachten de lichtopbrengst binnen afzienbare tijd te kunnen verdubbelen tot ruim 150 lumen per watt. Ook andere bedrijven, zoals Idemitsu Kozan uit Japan, hebben oleds met hoge efficiëntie gedemonstreerd.

## Levensduur
Oled's degraderen na verloop van tijd, zoals dit overigens bij de meeste lichtbronnen het geval is. Hierdoor neemt de lichtintensiteit af. De levensduur van een led en een oled wordt meestal uitgedrukt in de tijd, waarna de lichtintensiteit afgenomen is tot 50% van de oorspronkelijke uitgangsintensiteit. Thans wordt een levensduur van meer dan 40.000 uur (voor witte polymere oleds) en meer dan 40.000 uur (voor witte kleinemoleculenoleds) gerapporteerd. De levensduur van een oleddisplay is met circa 4 jaar aanzienlijk minder dan die van een lcd-display. De levensduur van de LG-oledtelevisietoestellen daarentegen wordt, bij een gemiddeld gebruik van 8 uren per etmaal, geschat op 10 jaar. 
Een verbetering is de ontwikkeling van een nieuw membraan door Toshiba en Panasonic. Hiermee werd volgens hen bij oledtelevisietoestellen de  levensduur verdubbeld tot bijna 60.000 uur. Ter vergelijking; de gemiddelde lcd-televisie heeft een levensduur van 50.000 uur.